# Guillaume Goubert
Pour les articles homonymes, voir Goubert.
Guillaume Goubert, né le 29 août 1957 à Rouen, est un journaliste français, ancien directeur de la publication du quotidien La Croix de 2015 à 2021. En 2021, il est remplacé dans cette fonction par Philippe Colombet.

## Formation
Guillaume Goubert est diplômé de l'Institut d'études politiques de Paris.

## Parcours professionnel
Il a travaillé à La Correspondance de la presse, à La Vie française, à La Tribune, à Communication et Business et, depuis 1987, au journal La Croix dont il prit la tête du service économie (1989-1995), puis du service monde (1995-1997). Il fut ensuite envoyé spécial permanent à Rome (1997-2001), puis rédacteur en chef à partir de 2003. Le 26 janvier 2015, Dominique Quinio lui a confié les rênes de La Croix. Il est responsable à ce titre du baromètre de confiance dans les médias (Baromètre La Croix).